# Hálux
Em zoologia, chama-se hálux ao dedo grande do pé ou, mais corretamente, o primeiro pododáctilo, no humano e, em geral ao primeiro dedo das patas traseiras dos vertebrados tetrápodes.

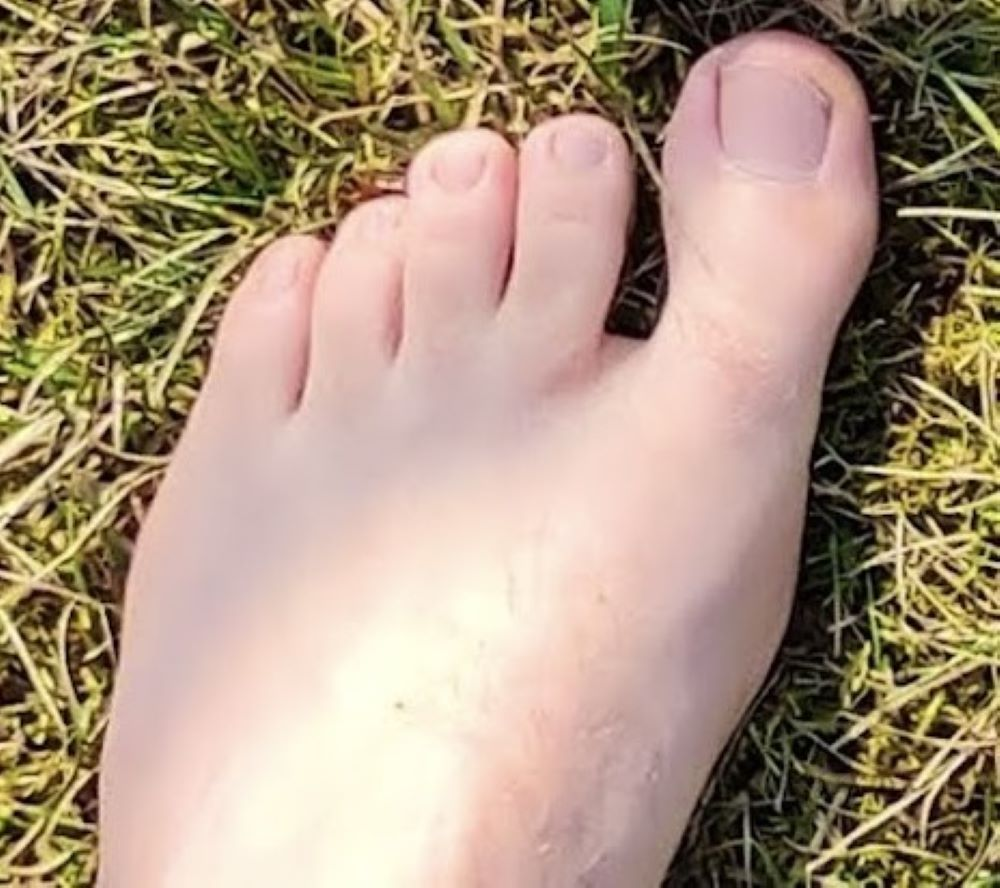

Vários animais, como os restantes hominídeos (gorilas, chimpanzés e orangotangos) e vários marsupiais (como o coala), possuem o hálux oponível aos restantes dedos, como o polegar humano; no ser humano, o hálux não possui mais sua rotação de 90º, perpendicular aos demais dedos, portanto, faz parte de nossa estrutura vestigial.
Tal como o polegar, o hálux é formado por duas falanges, enquanto os demais pododáctilos têm três.